# Дискография LCD Soundsystem
LCD Soundsystem (Эл-си-ди Саундсистем) — американский музыкальный проект Джеймса Мёрфи, играющий электроклэш (музыку на стыке постпанка и диско).

## Альбомы

### Студийные альбомы
| Название                                                                  | Описании                                                                                    | Позиция | Позиция | Позиция | Позиция    | Позиция | Позиция | Позиция | Позиция | Позиция | Позиция | Позиция | Позиция | Сертификация (пороги продаж) |
| Название                                                                  | Описании                                                                                    | US      | US Ele. | AUS     | BEL (Fla.) | FIN     | FRA     | JPN     | NLD     | NOR     | NZ      | SWE     | UK      | Сертификация (пороги продаж) |
| ------------------------------------------------------------------------- | ------------------------------------------------------------------------------------------- | ------- | ------- | ------- | ---------- | ------- | ------- | ------- | ------- | ------- | ------- | ------- | ------- | ---------------------------- |
| LCD Soundsystem                                                           | - Выпущен: 24 января 2005 года - Лейбл: DFA - Формат: CD, цифровая дистрибуция, винил       | —       | 6       | —       | 6          | 40      | 51      | —       | 28      | 18      | —       | 41      | 20      | - BPI: золотой               |
| Sound of Silver                                                           | - Выпущен: 12 марта 2007 года - Лейбл: DFA - Формат: CD, цифровая дистрибуция, винил        | 46      | 1       | —       | 26         | —       | 89      | 133     | 40      | —       | 39      | 60      | 28      | - BPI: золотой               |
| This Is Happening                                                         | - Выпущен: 17 мая 2010 года - Лейбл: DFA - Формат: CD, цифровая дистрибуция, винил          | 10      | 1       | 11      | 37         | 41      | 37      | 36      | 47      | 28      | 14      | 32      | 7       |                              |
| American Dream                                                            | - Выпущен: 1 сентября 2017 - Лейбл: DFA, Columbia - Формат: CD, цифровая дистрибуция, винил | 1       | —       | 10      | 14         | —       | 19      | 86      | 14      | —       | 9       | 41      | 3       |                              |
| «—» означает, что релиз не попал в чарт или не издавался в данной стране. |                                                                                             |         |         |         |            |         |         |         |         |         |         |         |         |                              |

### Альбомы ремиксов
| Название      | Описани                                                                                 |
| ------------- | --------------------------------------------------------------------------------------- |
| Introns       | - Выпущен: 14 марта 2006 года - Лейбл: DFA - Формат: цифровая дистрибуция               |
| 45:33 Remixes | - Выпущен: 14 сентября 2009 года - Лейбл: DFA - Формат: CD, цифровая дистрибуция, винил |

### Live
| Название                                                        | Описание | Позиция |
| Название                                                        | Описание | US Ele. |
| --------------------------------------------------------------- | --- | ------- |
| London Sessions                                                 | - Выпущен: 8 ноября 2010 года - Лейбл: DFA - Формат: CD, цифровая дистрибуция                               | 5       |
| The Long Goodbye: LCD Soundsystem Live at Madison Square Garden | - Выпущен: 19 апреля 2014 года - Лейбл: DFA, Warner Bros., Parlophone - Формат: винил, цифровая дистрибуция | 12      |

## EP
| Название                                                                  | Описание                                                                               | Позиция | Позиция    | Позиция |
| Название                                                                  | Описание                                                                               | US Ele. | BEL (Fla.) | UK      |
| ------------------------------------------------------------------------- | -------------------------------------------------------------------------------------- | ------- | ---------- | ------- |
| 45:33                                                                     | - Выпущен: 17 октября 2006 года - Лейбл: DFA - Формат: CD, цифровая дистрибуция, винил | 7       | 68         | 128     |
| A Bunch of Stuff                                                          | - Выпущен: 18 сентября 2007 года - Лейбл: DFA - Формат: цифровая дистрибуция           | —       | —          | —       |
| Confuse the Marketplace                                                   | - Выпущен: 10 декабря 2007 года - Лейбл: DFA - Формат: 12"                             | —       | —          | —       |
| «—» означает что альбом не попал в чарт или не издавался в данной стране. |                                                                                        |         |            |         |

## Синглы
| Сингл                                                                    | Год  | Позиция  | Позиция | Позиция    | Позиция | Позиция | Позиция | Альбом                            |
| Сингл                                                                    | Год  | US Sales | AUS     | BEL (Fla.) | FRA     | NLD     | UK      | Альбом                            |
| ------------------------------------------------------------------------ | ---- | -------- | ------- | ---------- | ------- | ------- | ------- | --------------------------------- |
| «Losing My Edge»                                                         | 2002 | —[C]     | —       | —          | —       | —       | 115     | LCD Soundsystem                   |
| «Give It Up»                                                             | 2003 | —        | —       | —          | —       | —       | —       | LCD Soundsystem                   |
| «Yeah»                                                                   | 2004 | —        | —       | —          | —       | —       | 77      | LCD Soundsystem                   |
| «Movement»                                                               | 2004 | —        | —       | —          | —       | —       | 52      | LCD Soundsystem                   |
| «Daft Punk Is Playing at My House»                                       | 2005 | —        | 73      | 56         | —       | 96      | 29      | LCD Soundsystem                   |
| «Yr City’s a Sucker»                                                     | 2005 | —        | —       | —          | —       | —       | —       | LCD Soundsystem                   |
| «Disco Infiltrator»                                                      | 2005 | —        | —       | —          | —       | —       | 49      | LCD Soundsystem                   |
| «Tribulations»                                                           | 2005 | —        | —       | —          | —       | —       | 59      | LCD Soundsystem                   |
| «45:33»                                                                  | 2006 | —        | —       | —          | —       | —       | —       | 45:33                             |
| «North American Scum»                                                    | 2007 | —        | —       | 74         | —       | —       | 40      | Sound of Silver                   |
| «All My Friends»                                                         | 2007 | 35       | —       | —          | —       | —       | 41      | Sound of Silver                   |
| «No Love Lost» / «Poupée de cire, poupée de son»[A]                      | 2007 | —        | —       | —          | —       | —       | —       | н/д                               |
| «Someone Great»                                                          | 2007 | —        | —       | —          | —       | —       | —       | Sound of Silver                   |
| «Time to Get Away»                                                       | 2008 | —        | —       | —          | —       | —       | —       | Sound of Silver                   |
| «Big Ideas»                                                              | 2008 | —        | —       | —          | —       | —       | —       | 21: Music from the Motion Picture |
| «Bye Bye Bayou»                                                          | 2009 | 37       | —       | —          | —       | —       | —       | н/д                               |
| «Pow Pow»                                                                | 2010 | 50       | —       | —          | —       | —       | —       | This Is Happening                 |
| «Drunk Girls»                                                            | 2010 | —        | —       | —          | 47      | —       | 179     | This Is Happening                 |
| «I Can Change»                                                           | 2010 | 10       | —       | —          | 85      | —       | —       | This Is Happening                 |
| «Throw»[B]                                                               | 2010 | —        | —       | —          | —       | —       | —       | This Is Happening                 |
| «Live Alone»                                                             | 2011 | —        | —       | —          | —       | —       | —       | Covers                            |
| «Christmas Will Break Your Heart»                                        | 2015 | —        | —       | —          | —       | —       | —       | н/д                               |
| «—» означает что релиз не попал в чарт или не издавался в данной стране. |      |          |         |            |         |         |         |                                   |

## Музыкальные видео
| Название                                           | Годж | Режиссёр                     |
| -------------------------------------------------- | ---- | ---------------------------- |
| «Losing My Edge»                                   | 2002 | Karen Fischer Warren Fischer |
| «Movement»                                         | 2004 |                              |
| «Daft Punk Is Playing at My House»                 | 2005 | Chris Cairns                 |
| «Disco Infiltrator»                                | 2005 | Chris Cairns                 |
| «Tribulations»                                     | 2005 | Dougal Wilson                |
| «North American Scum»                              | 2007 | Ben Dickinson                |
| «All My Friends»                                   | 2007 | Tom Kuntz                    |
| «Someone Great»                                    | 2007 | Doug Aitken                  |
| «Big Ideas»                                        | 2008 | Ace Norton                   |
| «New York I Love You, But You’re Bringing Me Down» | 2008 | Simon Owens                  |
| «Bye Bye Bayou»                                    | 2009 |                              |
| «Drunk Girls»                                      | 2010 | James Murphy Spike Jonze     |
| «Pow Pow»                                          | 2010 | David Ayer                   |
| «Home»                                             | 2010 | Rich Darge                   |
| «Live Alone» (Franz Ferdinand cover)               | 2011 | Lustix                       |
| «—» denotes music video director is unknown        |      |                              |